# Kors-Mjösjön
Kors-Mjösjön är en sjö i Kramfors kommun i Ångermanland och ingår i Nätraån-Ångermanälvens kustområde. Sjön har en area på 0,637 kvadratkilometer och ligger 277,3 meter över havet.

## Delavrinningsområde
Kors-Mjösjön ingår i det delavrinningsområde (700392-161088) som SMHI kallar för Utloppet av Kors-Mjösjön. Medelhöjden är 298 meter över havet och ytan är 3,22 kvadratkilometer. Det finns inga avrinningsområden uppströms utan avrinningsområdet är högsta punkten. Vattendraget som avvattnar avrinningsområdet har biflödesordning 2, vilket innebär att vattnet flödar genom totalt 2 vattendrag innan det når havet efter 18 kilometer. Avrinningsområdet består mestadels av skog (77 procent). Avrinningsområdet har 0,64 kvadratkilometer vattenytor vilket ger det en sjöprocent på 19,8 procent.